# Raymond Pierre
Raymond Pierre (Estados Unidos, 19 de septiembre de 1967) es un atleta estadounidense retirado especializado en la prueba de 4x400 m, en la que consiguió ser subcampeón mundial en pista cubierta en 1991.

## Carrera deportiva
En el Campeonato Mundial de Atletismo en Pista Cubierta de 1991 ganó la medalla de plata en los relevos 4s400 metros, con un tiempo de 3:03.24 segundos que fue récord de América, llegando a meta tras Alemania y por delante de Italia (bronce).